# Villosa delumbis
Villosa delumbis är en musselart som först beskrevs av Conrad 1834.  Villosa delumbis ingår i släktet Villosa och familjen målarmusslor. IUCN kategoriserar arten globalt som livskraftig. Inga underarter finns listade i Catalogue of Life.